# Demoiselles de Biddenden

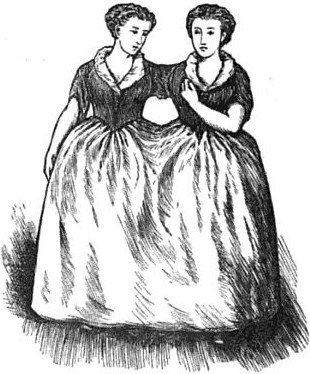
Un portrait de 1869 des jeunes femmes de Biddenden

Les jeunes femmes de Biddenden, Mary et Eliza Chulkhurst (ou Chalkhurst), seraient des jumelles siamoises nées à Biddenden dans le Kent en Angleterre vers l'an 1100. Elles auraient été jointes à l'épaule et à la hanche, et auraient vécu 34 ans. Selon le folklore, elles auraient légué à leur mort cinq terrains au village, les Bread and Cheese Lands (littéralement, « terrains du pain et du fromage »). Les revenus tirés de ces terrains servaient à payer une aumône d'aliments et de boisson donnée aux pauvres à toutes les Pâques. Depuis au moins 1775, l'aumône comprend les gâteaux Biddenden, des biscuits durs marqués d'une image des deux siamoises.
Même si la distribution annuelle d'aliments et de boisson est faite depuis au moins 1605, il n'existe aucune information historique sur les sœurs avant 1770. Les documents de l'époque indiquent que leurs noms sont inconnus et les premiers dessins sur les biscuits Biddenden ne mentionnent pas de nom non plus. C'est seulement à partir du XIXe siècle que les noms « Mary and Eliza Chulkhurst » sont utilisés.
Edward Hasted, un historien local du Kent, a déclaré que l'histoire des Femmes de Biddenden était une légende folklorique, expliquant que l'image sur le gâteau représentait à l'origine deux pauvres femmes, et que l'histoire des sœurs siamoises était une "tradition populaire" inventée. En revanche, l'historien Robert Chambers a admis que la légende pouvait être vraie, mais a avoué y croire peu. Durant la majeure partie du XIXe siècle, des recherches ont été effectuées afin de découvrir les origines de la légende. Malgré le doute parmi les historiens, le mythe s'est répandu durant le XIXe siècle, devenant ainsi de plus en plus populaire. Dès lors,  le village de Biddenden était envahi par des visiteurs chaque Pâques. Les recherches effectuées à la fin du XIXe siècle ont conclu que les siamoises avaient réellement existé, mais qu'elles n'étaient jointes que par la hanche. De plus, les sœurs auraient vécu au XVIe siècle plutôt qu'au XIIe.
En 1907, les Bread and Cheese Lands ont été vendus pour construire des habitats. Le résultat de la vente a permis d'augmenter considérablement l'aumône, fournissant ainsi aux veuves et aux retraités de Biddenden du fromage, du pain et du thé à Pâques, ainsi que de l'argent à Noël. Les Biddenden Cakes sont toujours distribués aux plus démunis à Pâques, et vendus en souvenir aux touristes.

## Légende

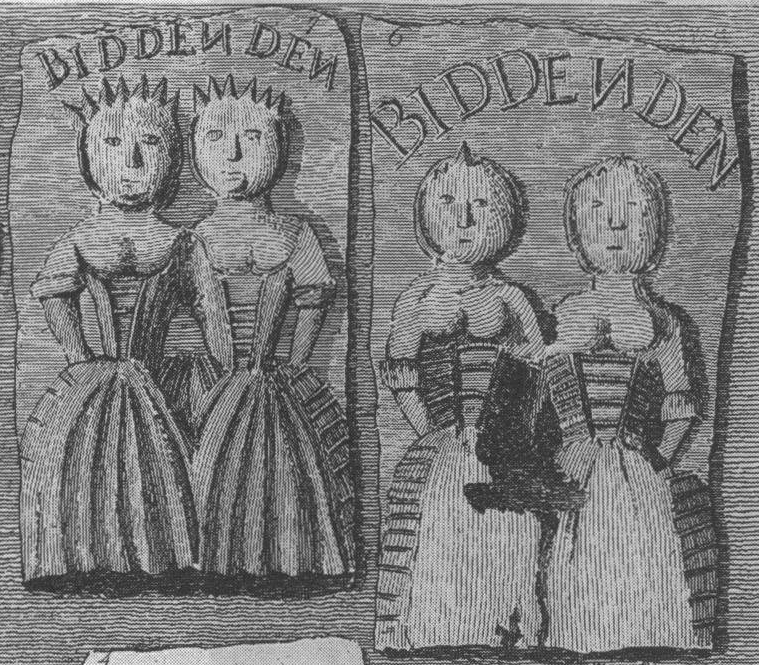
Gâteaux Biddenden.

D'après le mythe, Mary et Eliza Chulkhurst, ou Chalkhurst, sont nées de parents relativement riches à Biddenden, dans le Kent, en 1100. Les jumelles seraient jointes par les épaules et les hanches. Elles ont grandi liées, et avaient « des querelles fréquentes, qui se terminaient parfois par des coups ». À l'âge de 34 ans, Mary Chulkhurst décède soudainement. Les médecins proposent alors de séparer Eliza, encore en vie, du corps de sa sœur, mais celle-ci refuse, expliquant « nous sommes arrivées ensemble, nous mourrons ensemble », et meurt six heures après cela. Dans leur testament, les sœurs lèguent cinq lopins de terre, soit au total 8 hectares (20 acres) à l'église locale, afin que le revenu de ces terres (6 guinées par an au moment de leur mort) soit redistribué sous forme d'aumône de pain, de fromage et de bière aux indigents à chaque Pâques. Dès lors, les terres sont connues sous le nom de Bread and Cheese Lands.

## Histoire
Les clercs de Biddenden ont perpétué l'aumône annuelle. Il est noté que, en 1605, la coutume selon laquelle  "en ce jour [Pâques], notre prêtre a donné aux paroissiens du pain, du fromage, des gâteaux et plusieurs barils de bière" est suspendue par une visite de Charles Fotherby, archidiacre de Canterbury, car les précédentes cérémonies ont causé "beaucoup de désordre en raison de quelques personnes, que nous ne pouvons retenir en ce moment".